# Michel Boisrond
Michel Jacques Boisrond (* 9. Oktober 1921 in Châteauneuf-en-Thymerais, Département Eure-et-Loir; † 10. November 2002 in La Celle-Saint-Cloud, Département Yvelines) war ein französischer Filmregisseur und Drehbuchautor.

## Leben
Michel Boisrond war als Assistent für Regisseure wie Jean Delannoy, Jean Cocteau und René Clair tätig, zuletzt 1955 bei der Großproduktion Das große Manöver des letztgenannte Regisseurs. Bei seinem Regie-Debüt arbeitete er mit der Schauspielerin Brigitte Bardot zusammen, mit der noch zwei weitere Filme drehte. Boisrond, der für etliche seiner Filme auch das Drehbuch verfasste, inszenierte meist frivole Komödien, gelegentlich auch Agentenfilme wie OSS 117 – Teufelstanz in Tokio ohne weitergehende künstlerische Ansprüche.

## Filmografie (Auswahl)
Regie und Drehbuch
- 1955: Pariser Luft (Cette sacrée gamine)
- 1957: Die Pariserin (Une Parisienne)
- 1958: Mal diese – mal jene (Faibles femmes)
- 1967: Der goldene Schlüssel (L’homme qui valait des milliards)
- 1968: Nachhilfestunden (La leçon particulière)
- 1974: Sag’ mir, daß du mich liebst (Dis-moi que tu m’aimes)

Regie
- 1959: Die Schüler (Le chemin des écoliers)
- 1959: Wollen Sie mit mir tanzen? (Voulez-vous danser avec moi?)
- 1960: Die Französin und die Liebe (La Française et l’amour)
- 1960: Eines Abends am Strand (Un soir sur la plage)
- 1961: Galante Liebesgeschichten (Les amours célèbres)
- 1961: Pariserinnen (Les parisiennes)
- 1962: Hübscher als die Polizei erlaubt (Comment réussir en amour?)
- 1962: Wie gefällt Ihnen meine Schwester? (Comment trouvez-vous ma sœur?)
- 1963: Diamanten-Story (Cherchez l’idole)
- 1966: OSS 117 – Teufelstanz in Tokio (Atout cœur à Tokyo pour OSS 117)
- 1975: Catherine & Co. (Cathérine et Cie.)
- 1986–1991: Série Rose (Série rose) (Fernsehserie, 4 Folgen)

Schauspieler
- 1967: Der eiskalte Engel (Le Samouraï)